# ديف دنمور
ديف دنمور (بالإنجليزية: Dave Dunmore)‏ هو لاعب كرة قدم بريطاني في مركز الهجوم، ولد في 8 فبراير 1934 في وايتهفن ‏ في المملكة المتحدة. لعب مع توتنهام هوتسبير ونادي ليتون أورينت ونادي ووستر سيتي ونادي يورك سيتي ووست هام يونايتد.